# Cesare Burali-Forti
Cesare Burali-Forti (Arezzo, 13 de agosto de 1861 – Turim, 21 de janeiro de 1931) foi um matemático italiano.
Foi assistente de Giuseppe Peano em Turim de 1894 a 1896, quando descobriu o paradoxo de Burali-Forti da teoria dos conjuntos de Georg Cantor.
Foi palestrante convidado (Invited Speaker) no Congresso Internacional de Matemáticos de 1897 em Zurique.

## Obras
- Analyse vectorielle générale: Applications à la mécanique et à la physique. com Roberto Marcolongo (Mattéi & co., Pavia, 1913).
- Corso di geometria analitico-proiettiva per gli allievi della R. Accademia Militare (G. B. Petrini di G. Gallizio, Torino, 1912).
- Geometria descrittiva (S. Lattes & c., Torino, 1921).
- Introduction à la géométrie différentielle, suivant la méthode de H. Grassmann (Gauthier-Villars,1897).
- Lezioni Di Geometria Metrico-Proiettiva (Fratelli Bocca, Torino, 1904).
- Meccanica razionale com Tommaso Boggio (S. Lattes & c., Torino, 1921).
- Logica Matematica (Hoepli, Milano, 1894.
- Complete listing of publications and Bibliography, 8 pages.